# Leonardo Fernandes de Sá
Leonardo Fernandes de Sá, também conhecido como Leonardo de Sá (Cartaxo, 1550 – Macau, 15 de setembro de 1597) foi um frei da Ordem de Cristo e prelado português da Igreja Católica, o primeiro Bispo de Macau a exercer sua jurisdição na Sé.

## Biografia
Nascido no Cartuxo, provavelmente em 1550, entrou para a Ordem de Cristo em 1577. Com a renúncia de Dom Diogo Nunes de Figueira à Diocese de Macau, foi então Frei Leonardo nomeado como Bispo daquela Diocese em 27 de outubro de 1578.
Foi consagrado provavelmente em 1579, sem mais informações sobre este evento. Ele recebeu comissão do Santo Ofício de Lisboa "pera os Christãos que são conuertidos nouamente". Não se conhecendo o documento que definia esta comissão, sabe-se que revestiu o bispo de grande autoridade.
Chegou em Goa em 24 de outubro de 1579 e em 1 de novembro, assistiu ao juramento de fidelidade de Dom Henrique de Távora e Brito, O.P., arcebispo de Goa. Em finais de 1580, estava em Malaca, de onde partiu em maio de 1581 para Macau.
Já na Diocese, teve problemas jurisdicionais com os jesuítas, que 2 anos antes tinham pedido ao vice-rei que o bispo de Macau não visitasse o Japão, então dentro da jurisdição de Macau, sem informar antes. Seu representante, Frei Alessandro Valignano, escreveu diversas cartas para seus superiores, com várias reclamações contra o bispo, durante a sua prelazia. Além disso, houve uma campanha para difamar o bispo, contra qual depois o frei Manuel Dias escreveu ao superior da Companhia, reconhecendo os excessos dos jesuítas.
Em março de 1582 recebeu o jesuíta Alonso Sanches, enviado pelo governador das Filipinas com a notícia da aclamação de Dom Filipe I como rei de Portugal. Em dezembro desse ano, fez parte do grupo de autoridades, entre as quais se encontrava Dom Belchior Carneiro Leitão, que juraram fidelidade à nova dinastia. Junto com Dom Belchior, apoiou a criação do Leal Senado de Macau, em 1583. Durante sua prelazia, apoiou a Santa Casa da Misericórdia de Macau.
Em 9 de junho de 1585, participou da abertura do III Concílio Provincial de Goa, sob a presidência de Dom João Vicente da Fonseca, arcebispo de Goa. Estiveram presente, além do arcebispo de Goa e o bispo de Macau, Dom Mateus de Medina, bispo de Cochim e, por procurador, Dom João Ribeiro Gaio, bispo de Malaca, entre outras dignidades. Nos anos seguintes, frades agostinianos e dominicanos se estabeleceram na jurisdição diocesana.
Em 1587, viajou a Goa, para solicitar aumento das côngruas e no ano seguinte, assistiu a ereção canônica da Diocese de Funai, desmembrando o Japão de sua jurisdição. Em 1589, assinou a autorização de impressão da obra De Missione Legatorum Iaponensium ad Romanam Curiam de Duarte Sande, em Macau. Em 1591, voltou a viajar para Goa, permanecendo até 1592, quando participou do IV Concílio Provincial de Goa, sob a presidência de Dom Mateus de Medina.
Em 1593, quando retornava para Macau, foi aprisionado na costa do Sultanato de Achém, onde permaneceu cativo até outubro de 1595. Durante seu cativeiro, Dom Pedro Martins, bispo de Funai, atuou como administrador da Sé de Macau.
Morreu em 15 de setembro de 1597, em Macau; teve suas exéquias celebradas por Dom Pedro Martins e Dom Luís Cerqueira e foi sepultado na capela do Santíssima Sacramento da Sé de Macau.